# Nam Cương
Nam Cương (tiếng Trung giản thể: 南岗区, Hán Việt: Nam Cương khu) là một quận thuộc địa cấp thị Cáp Nhĩ Tân, tỉnh Hắc Long Giang, Cộng hòa Nhân dân Trung Hoa. Quận này có diện tích 182,9 km², trong đó diện tích đô thị là 62,8 km², dân số 1,001 triệu người. Mã số bưu chính của Nam Cương là 150006. Trụ sở chính quyền quận Nam Cương đóng tại số 261, phố Tuyên Hóa. Về mặt hành chính, Nam Cương được chia ra 18 nhai đạo, 1 trấn, 1 hương